# ETSホールディングス
株式会社ETSグループは、東京都豊島区に本社を置く独立系電気工事会社。
本項では、持株会社である株式会社ETSグループについても記述する。

## 概要
1922年（大正11年）創業、約100年の歴史を持つ送電工事・電気設備工事の老舗企業。東京都豊島区に本社を置く。近年は、送電工事・電気設備工事の事業基盤に加え、再生エネルギー分野への進出で業績を拡大している。老舗ながら、業態の変化を恐れず、急拡大する洋上風力分野やFIT（固定買取制度）後のマーケットへ積極的に進出している。また、建設業におけるDX（デジタルトランスフォーメーション）を成長戦略の柱としている。
日本経済新聞（2021年1月26日付）にて「積極的な人材投資で業績を伸ばしている企業」として、第４位として掲載されている。電気新聞（2021年3月25日付）にて、人材育成の取り組みとして、同社社員のマスターラインマンが高く評価されている。
2022年11月13日「がっちりマンデー!!」（TBS全国28局ネット放映）にて100周年を迎える企業として、送電現場の状況は加藤慎章社長のインタビューが放送されている。
2024年10月1日付で持株会社制に移行。ETSホールディングスは同日に株式移転により設立される株式会社ETSグループの子会社となった。

## 電力送電事業
電力事業基幹系幹線工事を含め、電力流通設備の高経年劣化対策まで、多数の有資格者に裏打ちされた高度な技術力と、専門性に優れる独自技術により、調査設計から施工に至る一貫性のある工事を提案している。
- 架空送電線建設工事
- 鉄塔嵩上げ・環境調和鉄塔化工事
- 鉄塔かさ上げ装置「エナーク160」

275-500kVの既設送電線路鉄塔嵩上げ装置
- シンクロ工法「タワーリフター80」

66-275kVの低地上高対策鉄塔嵩上げ装置
- 鋼管単体鉄塔組立方式「スカイランスTY-33」

市街地における鋼管単体鉄塔構築工法

## 設備事業
- 電気設備工事設計施工

受変電設備・自家発電設備、照明や動力その他電気設備全般の設計・施工を実施。
- 防災・防犯設備工事設計施工

火災報知・防排煙などの防災設備や、監視カメラ・センサーなど防犯設備などの設計・施工を実施。
- 情報通信設備工事設計施工

- 主な受注工事
  - 議院麹町議員宿舎増築その他電気設備(電力)工事
  - 大阪家庭裁判所庁舎新営電気設備(電力)工事
  - 関越自動車道高坂SA照明設備改良工事
  - 三陸自動車道矢本IC設備工事
  - 北陸自動車道小河トンネル(下り)照明設備改良工事
  - 京都大学医学部附属病院外来診療棟 新営電気設備工事
  - 警視庁第一機動隊庁舎1回電気設備(電力)工事
  - 上信越自動車道閼伽流山トンネル照明設備工事
  - 東京都高齢者福祉・医療の複合施設(仮称)高齢者専門病院電気設備工事
  - 警視庁第一機動隊宿舎棟電気設備工事
  - 東京農工大学小金井団地総合研究棟(C)新営その他電気設備工事
  - 東北自動車道亀田山トンネル照明設備改良工事
  - 警視庁西新井警察署庁舎（H18）改築電気設備工事
  - 那智勝浦道路木ノ川トンネル他照明設備設置工事
  - 東名高速道路（改築）海老名北JCT他 道路照明設備工事
  - 新宿区役所本庁舎受変電設備改修工事
  - 湾岸国道根岸地区照明設置工事
  - 東京消防庁赤羽消防署庁舎（29）改築電気設備工事

## 再生可能エネルギー事業
再生エネルギー発電所事業として、産業用メガソーラーシステムの施工を行っている。太陽光メガソーラーシステムの工事については、EPC事業者として設計・資材調達・施工までをトータル的に請負ことが可能。送電線鉄塔工事で長年培ってきた基礎工事のノウハウも活かし、大規模なメガソーラーの開発工事も実績が豊富で、また長期間の安定的稼働を実現するO&M（運転管理・保守メンテナンス）なども対応可能。さらに、その他の再生可能エネルギーである地熱発電・風力発電・バイオマス発電の分野への進出や、水素ステーション・蓄電池システムの分野など、多様化するエネルギー関連のニーズにも積極的に対応できるよう施工体制を充実させている。
- 主な受注工事
  - 和歌山県日高川太陽光発電所工事（最大発電容量 623kW）
  - SK白河太陽光発電所工事（最大発電容量 30MW）
  - 青森県南部町太陽光発電所新設工事（最大発電容量 2MW）
  - 宮崎県北部太陽光発電所新設工事（最大発電容量 14MW）
  - 埼玉県皆野太陽光発電所新設工事（最大発電容量 2MW）
  - 福島県高玉太陽光発電所新設工事（最大発電容量 640kW）
  - 中芳養調整池太陽光発電施設設置工事（最大発電 431kW）
  - 五戸銀杏木太陽光発電所工事（最大発電容量 1.8MW）
  - 袖ヶ浦太陽光発電所工事（最大発電容量 1.3MW）
  - 茨城大学（文京2他）（最大発電容量 120kW）
  - 太陽電池矢巾発電所計画（最大発電容量 2.0MW）
  - 赤城野立太陽光設備設置工事（最大発電容量 640kW）
  - 菊川市倉沢メガソーラー計画（最大発電容量 1.9MW）
  - 製材所屋根上太陽光設置工事（最大発電容量 500kW）
  - 三重県御浜町太陽光設置工事（最大発電容量 1.0MW）
  - 新宮市太陽光設置工事（最大発電容量 1.5MW）

## 特別高圧・連系工事事業
事業者様自らが構築する自営線には、特別高圧架空電線路(送電鉄塔工事)や特別高圧地中電線路があり、それらの媒体を通して各電力会社送電鉄塔網に連系を行う必要があるが、ETSホールディングスは再生可能エネルギーで作られた電力を各電力会社送電鉄塔網へ特別高圧連系を行える、自営線工事の施工能力を有している。永年の送電技術を結集し、自営送電鉄塔工事はもちろんのこと、自営地中線工事も実施。

## 海外事業
ETSホールディングスは送電線海外工事を日本で初めて、東南アジアで施工した実績を持ち、平成26年よりミャンマー中心部基幹送電線事業におけるスーパーバイザー契約を締結し、鉄塔の基礎工事や組立工事に係る技術指導のほか、現地の技術者を日本に招き、知識・技術の向上、安全管理を中心とした研修なども行った実績がある。
- 海外事業実績一覧
  - 500kV送電線技術指導（ミャンマー国）
  - 110kV送電線工事（タンザニア国）
  - パラオ共和国送配電網増強プロジェクト（パラオ共和国）
  - マレーシアNEB.132kV送電線追加材
  - TEPSCOコタパンジヤン線路測量（インドネシア）
  - EPDC.パレンバンNo.2（インドネシア）
  - ビルマ灌漑用水送電線技術指導（ビルマ国）
  - マレーシア・クアラルンプール送電線工事（マレーシア国）
  - イラン･タバニール資材SV.3件（イラン国）
  - ビルマNo.1プロジェクト送電線技術指導（ビルマ国）
  - サウジアラビア送電線工事（サウジアラビア国）
  - トルコTEK向けワイヤロープ調達（M.B.K）
  - イラン・コーラサン築送電線新設工事（イラン国）
  - ビエンチャン市内配電網工事（ラオス国）
  - ラオス・ナムグム送電線工事（ラオス国）            
  - ブルネイ送電線工事（ブルネイ国）
  - タクナ送電線工事（ペルー国）            
  - 南ベトナム・ビエンホアン線送電線新設工事（南ベトナム共和国）
  - ダニム-サイゴン間送電線工事（南ベトナム共和国）

## 沿革
- 1922年（大正11年）2月 - 電灯電力設備ならびに送配電工事業者「山加商会」として、東京八重洲口前旧大阪商船ビルに創業。
- 1948年（昭和23年）9月 - 商号を「山加電業株式会社」に変更
- 1950年（昭和25年）3月 - 日本初の27.5万ボルト送電線工事北陸幹線工事を着工
- 1961年（昭和36年）5月 - 当時の南ベトナム共和国のダニムーサイゴン間送電線建設工事を受注し、日本の電気工事業者として初めて海外に進出
- 1965年（昭和40年）6月 - 日本初の50万ボルト送電線として注目された東京電力・房総線工事を受注
- 1974年（昭和49年）12月 - ラオスのメコン河開発事業にともなう送電線新設工事ならびにヴィエンチャン市内の配線、各変電所の新設・増改修を受注
- 1976年（昭和51年）9月 - 12線路、総長900kmという送電線建設工事をイランより受注
- 1986年（昭和61年）8月 - 光ファイバー工事を国内の電力会社より受注し、通信情報産業に対応する技術開発を推進
- 1988年（昭和63年）10月 - 日本初の100万ボルト送電線建設工事を受注(群馬山梨幹線)
- 1994年（平成6年）10月 - 引き続き100万ボルト送電線建設工事を受注(南いわき幹線）
- 1995年（平成7年）2月 - 日本証券業協会(現 東京証券取引所スタンダード市場)に株式を上場し、資本金を7億4,472万円に増資
- 2009年（平成21年）2月 - タンザニア共和国ダルエスサラームに送電線建設のためスーパーバイザーを派遣
- 2013年（平成25年）8月 - 鉄塔嵩上げ装置「エナーク160」を開発
- 2014年（平成26年）9月 - ミャンマー国内に於ける基幹送電線工事に関わるスーパーバイザー契約を締結及び工事実施
- 2015年（平成27年）12月 - 株式会社LG CNSジャパンより、30MWの大規模太陽光建設工事を受注（福島県）
- 2016年（平成28年）8月 - 鉄塔嵩上げ装置「エナーク160」の特許権を取得
- 2017年（平成29年）12月 - 商号を「株式会社ETSホールディングス」に変更
- 2018年（平成30年2月 - 一般社団法人障がい者自立支援機構とパートナー締結を契約
- 2019年（令和元年）
  - 5月　ナビック社との業務提携契約を締結
  - 11月　62MW太陽光発電所における15.4万ボルト受電の特高変電所工事を完工（愛知県）
- 2024年（令和6年）
  - 9月 東京証券取引所スタンダード市場上場廃止
  - 10月 株式移転により設立されたETSグループが、ETSホールディングスに代わって東京証券取引所スタンダード市場に上場

## 事業所一覧
- 本社
- 東北送電事業本部
- 石巻営業所
- 関西事業部
- 中部送電事業部
- 仙台機材センター
- 千代川機材センター

## 関連子会社
- 株式会社 東京管理

- 株式会社 岩井工業所

- ユウキ産業 株式会社

- 株式会社 DCライン